# Herb gminy Stegna
Herb gminy Stegna – jeden z symboli gminy Stegna ustanowiony 8 czerwca 1998.

## Wygląd i symbolika
Herb przedstawia na tarczy koloru błękitnego złotą łódź z białym żaglem i umieszczonym na maszcie czerwonym herbem z biało-srebrnym orłem, umieszczoną na biało-błękitnych falach. Znajduje się na niej rycerz w srebrnej kolczudze i czerwonej tunice, wsparty o srebrny miecz ze złotą rękojeścią. 